# Ceinture rouge
Pour les articles homonymes, voir Ceinture rouge (homonymie), Ville rouge et Banlieue rouge.

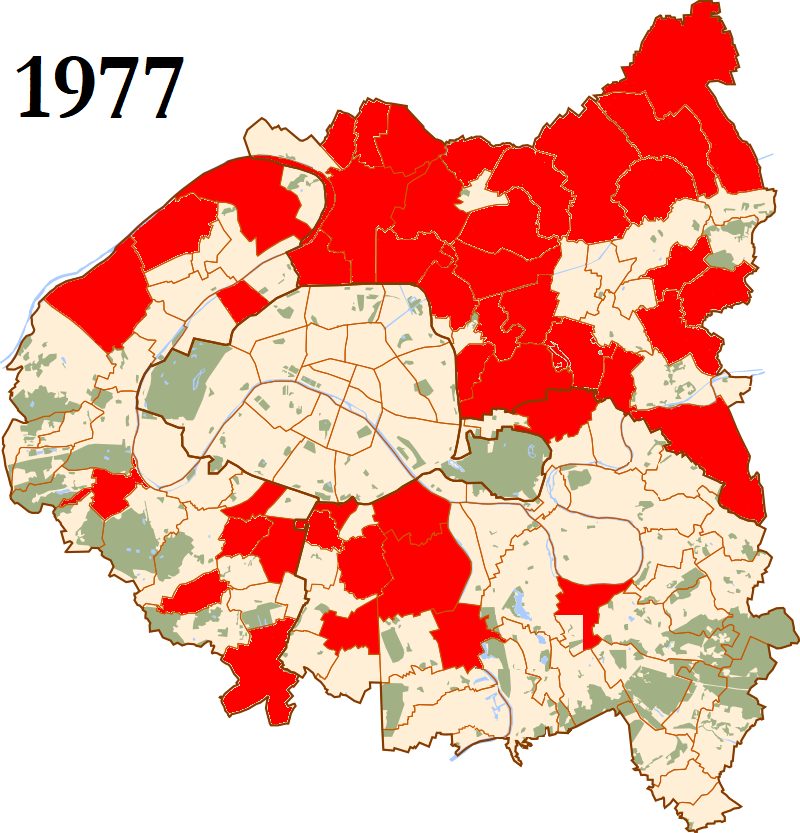
Communes avec un maire communiste (PCF) après les municipales de 1977.

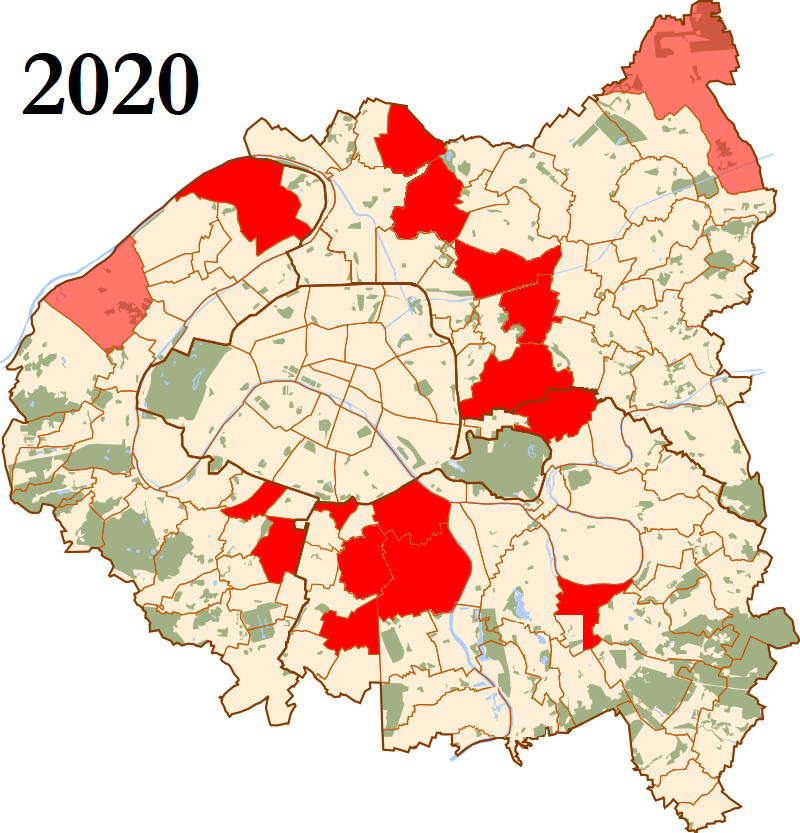
Communes avec un maire communiste (PCF) ou apparenté après les municipales de 2020.

Les expressions ceinture rouge et banlieue rouge désignent l'ensemble des villes à mairie communiste (PCF principalement) entourant Paris depuis les années 1920. Plus largement, l'expression désigne l'ensemble des villes largement peuplées par la classe ouvrière et entourant Paris, notamment dans le nord, l'est et le sud parisien.
L'expression est également utilisée en Espagne et en Belgique.

## En France

### Historique

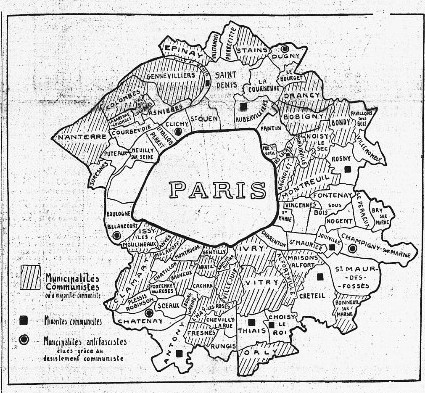
Carte des municipalités « rouges » du département de la Seine, publiée par L'Humanité, après les élections municipales de 1935.

Les premières ébauches de la ceinture rouge se dessinent dans les années 1920. Lors des élections municipales de 1919, « une première vague rouge marque l’enracinement du socialisme municipal dans des communes de traditions industrielles et ouvrières, dont Aubervilliers ou Saint-Denis. Un an après, ces villes rejoindront le Parti communiste nouvellement créé », souligne l'historien Emmanuel Bellanger.

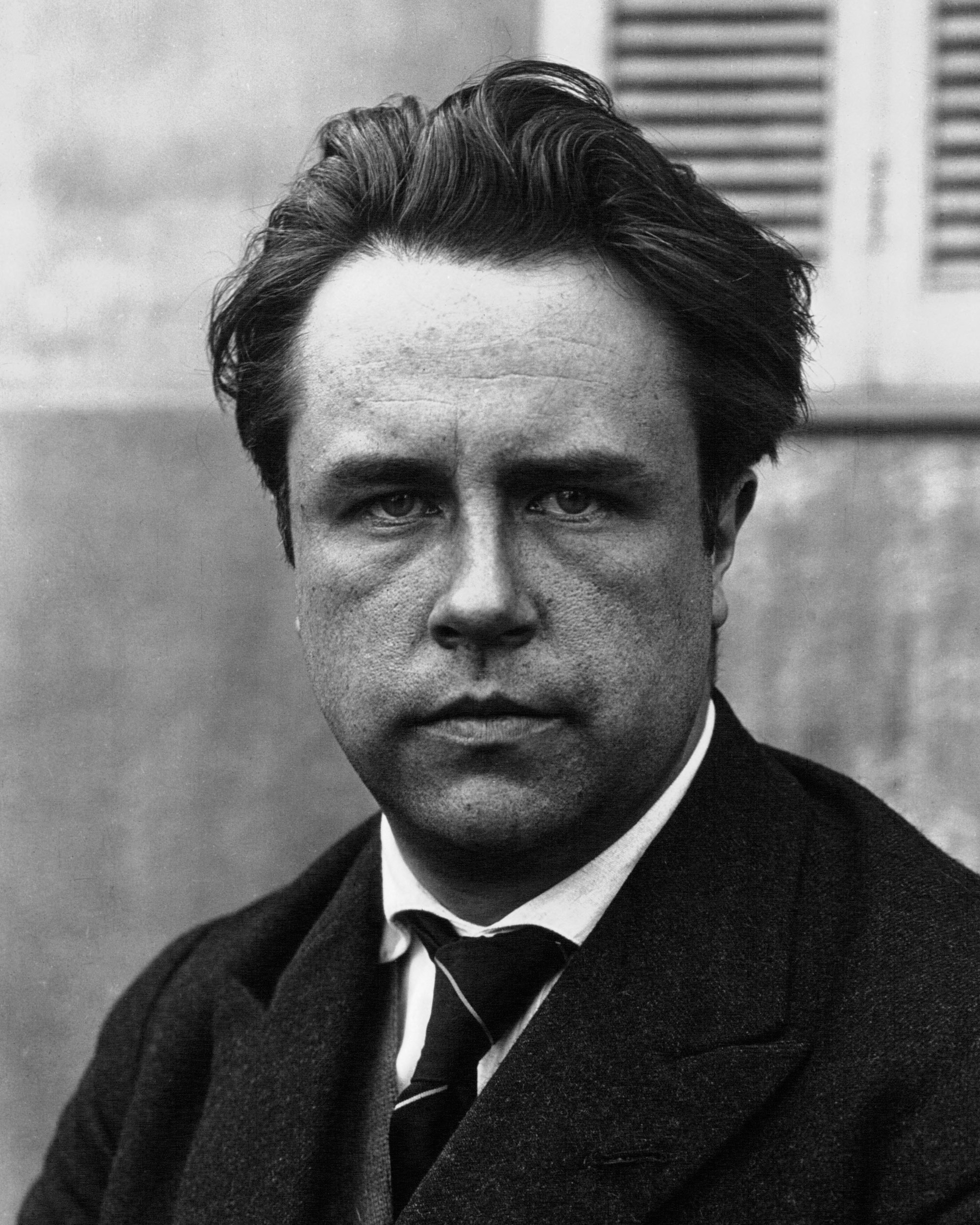
Le journaliste et écrivain français Paul Vaillant-Couturier, de conviction communiste, est l'un des premiers auteurs à évoquer « Paris encerclé par le prolétariat révolutionnaire ».

L'expression naît à la suite d'un article de Paul Vaillant-Couturier « Paris encerclé par le prolétariat révolutionnaire » après les élections législatives de 1924 et les municipales de 1925,. Cependant à cette époque, la tactique « classe contre classe » du PCF ne lui permet de diriger que neuf villes en 1925 (Bezons, Bobigny et Villetaneuse conservées, Saint-Denis repris à des dissidents SFIO, et cinq prises à la droite : Clichy, Malakoff, Vitry-sur-Seine, Ivry-sur-Seine, Villejuif) contre 36 pour la SFIO en 1919. Aux municipales de 1929, s'ajoutent Pierrefitte-sur-Seine pris à la droite ainsi qu'Alfortville et Bagnolet reprises à la SFIO. Alors que le mot d'ordre de « ceinture rouge » est mis en veilleuse, c'est au moment des prémices de l'alliance du Front Populaire aux municipales de 1935 que le PCF allié à la SFIO parvient à gérer 26 communes. Le « fief » Saint-Denis perdu en 1935, au profit de Jacques Doriot, vacille partiellement en 1937. L'évolution est semblable au conseil général de la Seine. Grâce à ces victoires, Georges Marrane devient président du conseil général de la Seine en 1936. 
Cette implantation, dans la « première couronne », se double du même phénomène en Seine-et-Oise : sur les 129 communes de plus de 2 500 habitants que compte le département, le nombre des municipalités « rouges » passe de 8 à 24, lors des élections de 1935. Il en est ainsi d'Argenteuil, d'Aulnay-sous-Bois, du Blanc-Mesnil. Ce nombre passe à 54 en 1945, année où même la ville de Versailles se dote d'un maire « proche des communistes ».
D'après l'historien Emmanuel Bellanger.: « Les premières crises urbaines renforcent l’assise de cette banlieue rouge. On estime que 800 000 banlieusards vivaient dans des lotissements défectueux et non raccordés aux commodités. Les municipalités communistes vont alors promouvoir des politiques sociales, avec la création de nombreuses habitations à bon marché (HBM), ancêtres des HLM, la réalisation de cités-jardins par l’office public communal ou la mise en place de centres de santé pour démocratiser l’accès aux soins ».
La ceinture rouge se reconstitue à la Libération (remportant notamment Aubervilliers, ville de Pierre Laval), et se densifie. En 1945, sur les 80 municipalités de la Seine-Banlieue, les communistes en dirigent 46. À la présidence du conseil général de la Seine (1945-1947) s'ajoute la présidence du conseil général de Seine-et Oise (1944-1948) (en alliance avec les socialistes). Surmontant la rupture de 1947, la « ceinture » se renforce des années 1950 aux années 1970, moment où le Parti socialiste commence à émerger. Au début des années 1960, majoritaire dans un grand nombre de communes du département de la Seine, le PCF est en passe d'en prendre la direction. C'est dans cet arrière-plan politique qu'est préparée la réforme des départements de la Seine et de Seine-et-Oise : le 10 juillet 1964, le nouveau découpage départemental vise à fractionner la banlieue rouge, en constituant un fief communiste en Seine-Saint-Denis, mais en l'isolant des autres communes communistes des Hauts-de-Seine et du Val-de-Marne. Ce dernier département, cependant, tombe également entre les mains du PCF à la suite des élections cantonales de 1964 et 1967.
Le communisme municipal est à son apogée après les municipales de 1977 (grâce à l'alliance avec le PS). Le PCF dirige alors 54 villes de la petite couronne et 72 communes de la grande couronne, majoritairement composées d'ouvriers et d'employés qui y vivent et y travaillent. À la suite des élections cantonales de 1976, il dirige aussi trois des conseils généraux de la région parisienne, ceux de l'Essonne, de la Seine-Saint-Denis et du Val-de-Marne.
Sur le plan de la représentation politique, la ceinture rouge est atteinte par le reflux de la gauche lors des élections municipales de 1983. Elle pâtit notamment de la désindustrialisation. Dans les années 1980, on prédit que les municipalités communistes allaient passer au FN, mais le PCF résiste grâce à la persistance du vote communiste familial et au profil sociologique des maires. Il s'ensuit un déclin presque continu, en ce qui concerne le nombre de communes dirigées par le PCF et de circonscriptions législatives, ainsi que la perte du conseil général de la Seine-Saint-Denis en 2008. Dans la Seine-Saint-Denis, le PCF contrôlait en 1977 27 mairies du département, contre 20 en 1983, 18 en 1995, 13 en 2001, 11 en 2008 et 7 en 2014. L'émiettement de la ceinture rouge, constant depuis 1983, se poursuit lors des municipales de 2014 avec en particulier la perte du Blanc-Mesnil, de Bobigny, de Saint-Ouen, de Bagnolet, d'Achères et de Villejuif et continue lors des municipales de 2020 avec les pertes des villes d'Aubervilliers, Champigny-sur-Marne, Choisy-le-Roi, Saint-Denis, Morsang-sur-Orge, La Verrière, Villetaneuse, Bezons et Valenton. En revanche, il reconquiert Bobigny, ainsi que Villejuif en commun avec une liste d'union de la gauche et parvient également à reconquérir Noisy-le-Sec sur une liste d'union de la gauche après plusieurs années passées dans l'opposition.
Lors des élections départementales françaises de 2021, le PCF perd le Val-de-Marne, dernier département qu'il contrôlait encore.
Alors que le PCF, au niveau national, se présentait comme porteur d'une forme de radicalité, les villes communistes de la ceinture rouge ont plutôt suivi une politique réformiste. Ces mairies ont essayé de conserver des industries sur place jusqu'aux années 1990, ces territoires se tournant ensuite vers le secteur tertiaire. Elles ont eu des politiques sociales ambitieuses et ont veillé à maîtriser le foncier mais ont par la suite échoué à attirer électoralement les nouveaux habitants séduits par des logements moins chers qu'à Paris, perdu le vote populaire sans promouvoir les jeunes issus de l'immigration, dans un contexte marqué par la désindustrialisation et la marginalisation de ces maires au sein du parti.

### Liste de villes constituant ou ayant fait partie de la « ceinture rouge »
D'après les départements constitués en 1964.
Les villes dont le nom est suivi d'un astérisque (*) ont un maire membre du PCF ou du Front de Gauche depuis les élections municipales de 2020. Celles dont le nom est suivi de deux astérisques (**) sont dirigées par une majorité municipale de gauche, incluant le plus souvent le PCF, mais dont le maire n'est membre ni du PCF ni du Front de Gauche.

#### Seine-et-Marne
- Brou-sur-Chantereine (1977-2008)
- Champs-sur-Marne* (depuis 1977)
- Chelles (1935-1939, 1945-1947, 1953-1956 et 1977-1983)
- Compans* (1977-1995 et depuis 2008)
- Dammarie-les-Lys (1945-1947 et 1959-1983)
- Écuelles** (1977-2000)
- La Ferté-sous-Jouarre (1977-1983)
- Fontenailles (1975-1989)
- Fontenay-Trésigny (1971-1983)
- Mitry-Mory* (1925-1939 et depuis 1945)
- Montereau-Fault-Yonne (1971-1983)
- Nangis (1977-2008 et 2012-2020)
- Le Pin (1977-1987)
- Quincy-Voisins (1989-2017)
- Roissy-en-Brie (2008-2014)
- Saint-Mard (1977-1983)
- Varennes-sur-Seine* (depuis 1959)
- Veneux-les-Sablons (1977-1983)
- Villeparisis (1945-1983)

#### Yvelines
- Achères (1925-1939, 1944-1971 et 1977-2014)
- Bois-d'Arcy (1977-1983)
- Carrières-sous-Poissy (1977-1983)
- Chevreuse (1977-1983)
- Les Clayes-sous-Bois (1935-1939, 1945-1947 et 1965-2001)
- Conflans-Sainte-Honorine (1945-1947)
- Fontenay-le-Fleury (1971-1983)
- Gommecourt (1989-2001)
- Guyancourt** (1944-1983)
- Houilles (1977-1989)
- Issou (1971-2001)
- Limay* (depuis 1971)
- Magnanville* (depuis 2014)
- Magny-les-Hameaux (1977-1983)
- Mantes-la-Ville (1977-1989)
- Maurepas (1977-1983)
- Les Mureaux** (1977-1989)
- Poissy (1947-1951 et 1977-1983)
- Saint-Cyr-l'École (1920-1939, 1944-2001)
- Sartrouville (1956-1957 et 1959-1989)
- Trappes** (1929-1940 et 1944-2001)
- La Verrière* (1983-2020)

#### Essonne
- Athis-Mons (1921-1939, 1944-1947 et 1977-1983)
- Brétigny-sur-Orge (1965-1984)
- Briis-sous-Forges (2001-2016)
- Corbeil-Essonnes (1959-1995 et depuis 2020)
- Crosne (1945-1947)
- Draveil (1936-1940)
- Épinay-sous-Sénart (1977-1983)
- Étampes (1977-1995)
- La Ferté-Alais (1992-1995)
- Fleury-Mérogis (1959-2009 et depuis 2019)
- Gometz-le-Châtel (1977-1983)
- Grigny* (1935-1939 et depuis 1945)
- Igny (1945-1947, 1953-1965, 1977-1989)
- Itteville (1971-1983)
- Janville-sur-Juine** (1971-1983)
- Juvisy-sur-Orge (1945-1947)
- Leuville-sur-Orge** (1977-1989)
- Lisses (1945-1947 et 1965-2001)
- Morsang-sur-Orge* (1944-2020)
- La Norville** (1935-1995)
- Ollainville** (1977-1983 et 1989-2001)
- Palaiseau (1945-1947, 1953-1965 et 1971-1995)
- Paray-Vieille-Poste (1935-1940)
- Pussay** (1959-1983)
- Ris-Orangis** (1944-1947 et 1971-1995)
- Saclas (1945-1988)
- Sainte-Geneviève-des-Bois** (1935-1939/1944-1947 et 1959-1966 et 1971-1990)
- Saint-Germain-lès-Arpajon (1945-1995)
- Saint-Michel-sur-Orge (1971-1987)
- Saintry-sur-Seine (1934-1939, 1945-1947, 1966-1983)
- Saulx-les-Chartreux* (1959-1989 et 1995-2016)
- Savigny-sur-Orge (1938-1939, 1945-1947 et 1965-1983)
- Vauhallan (1980-1983)
- Verrières-le-Buisson (1945-1947)
- Vert-le-Petit (1977-1983)
- Vigneux-sur-Seine (1935-1939 et 1945-2001)
- Villabé (1945-1989)
- La Ville-du-Bois (1971-1995)
- Villebon-sur-Yvette (1977-1983)
- Villiers-sur-Orge (1977-2001)
- Viry-Châtillon (1925, 1935-1939, 1944-1953)

#### Hauts-de-Seine
- Antony (1945-1947, 1977-1983)

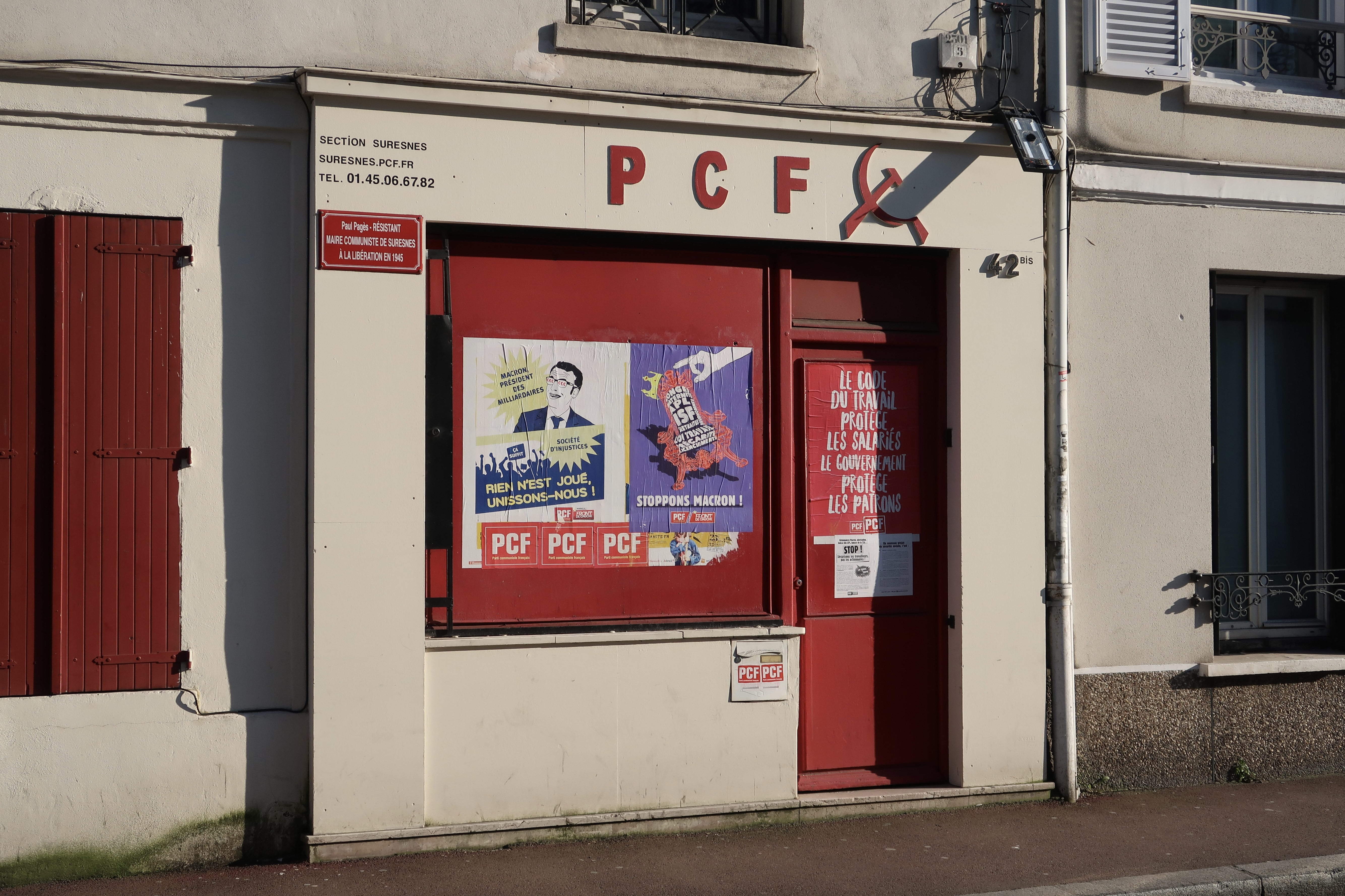
Local du PCF à Suresnes.

- Bagneux* (1935-1939 et depuis 1945)
- Boulogne-Billancourt (1922-1923)
- Châtillon** (1959-1983)
- Chaville (1945-1947)
- Clamart (1935-1941 et 1944-1947)
- Clichy (1925-1929 et 1945-1947)
- Colombes** (1935-1939, 1945-1947 et 1965-2001)
- Gennevilliers* (1934-1939 et depuis 1944)
- Issy-les-Moulineaux (1935-1939 et 1945-1949)
- Levallois-Perret (1946-1947 et 1965-1983)
- Malakoff* (1925-1939 et depuis 1945)
- Nanterre* (1935-1939 et depuis 1944)
- Le Plessis-Robinson (1945-1953 et 1956-1989)
- Puteaux (1945-1947)
- Rueil-Malmaison (1938-1939)
- Sèvres (1945-1964 et 1971-1983)
- Suresnes (1945-1947)
- Vanves (1944-1947)
- Villeneuve-la-Garenne (1945-1947)

#### Seine-Saint-Denis

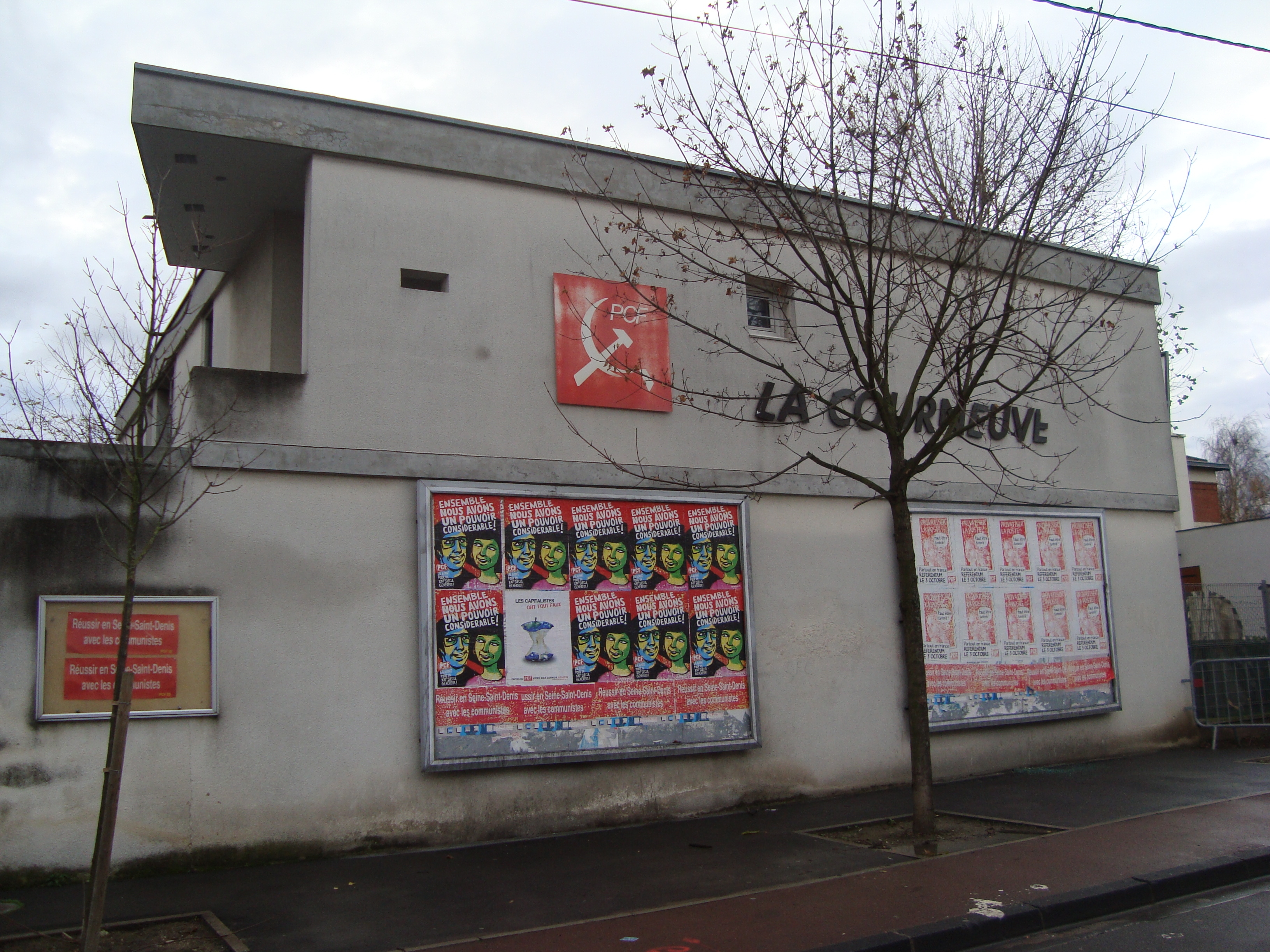
Local du PCF à La Courneuve.

- Aubervilliers (1945-2008 et 2014-2020)
- Aulnay-sous-Bois (1935-1939, 1944-1947 et 1965-1983)
- Bagnolet** (1928-1939 et 1944-2014)
- Le Blanc-Mesnil (1935-1939 et 1944-2014)
- Bobigny* (1919-1939, 1944-2014 et depuis 2020)
- Bondy (1935-1939)
- Clichy-sous-Bois** (1945-1990)
- La Courneuve* (1944-1947 et depuis 1959)
- Drancy (1935-1939 et 1944-2001)
- Dugny (1944-1989)
- Épinay-sur-Seine (1935-1940 et 1945-1947)
- Gagny (1977-1983)
- Gournay-sur-Marne (1945-1947)
- L'Île-Saint-Denis** (1947-2001)
- Les Lilas** (1944-1947)
- Livry-Gargan (1945-1947)
- Montfermeil (1945-1983)
- Montreuil* (1935-1939, 1944-2008 et depuis 2014)
- Neuilly-Plaisance (1977-1983)
- Neuilly-sur-Marne (1935-1939, 1944-1965)
- Noisy-le-Grand (1945-1965 et 1977-1984)
- Noisy-le-Sec* (1935-1939, 1944-1947, 1953-2002 et depuis 2020)
- Pantin** (1944 et 1959-2001)
- Pierrefitte-sur-Seine** (1929-1935 et 1945-2008)
- Romainville** (1935-1939 et 1944-2000)
- Rosny-sous-Bois (1971-1983)
- Sevran** (1977-1995 et 2001-2010)
- Saint-Denis** (1920-1935 et 1944-2020)
- Saint-Ouen-sur-Seine** (1945-2014)
- Stains* (1935-1939 et depuis 1945)
- Tremblay-en-France* (1935-1939 et depuis 1944)
- Villemomble (1944-1945)
- Villepinte (1932-1939, 1977-1984 et 2008-2014)
- Villetaneuse** (1920-1940 et 1945-2020)

#### Val-de-Marne
- Alfortville** (1929-1939)
- Arcueil** (1935-1939 et 1944-1997)
- Bonneuil-sur-Marne* (1935-1939 et depuis 1944)
- Champigny-sur-Marne (1950-2020)
- Chevilly-Larue* (depuis 1977)
- Choisy-le-Roi (1945-1947 et 1959-2020)
- Fontenay-sous-Bois* (1945-1947 et depuis 1965)
- Fresnes (1937-1939)
- Gentilly* (1934-1939 et depuis 1944)
- L'Haÿ-les-Roses (1935-1939, 1945-1947, 1953-1954)
- Ivry-sur-Seine* (1925-1939 et depuis 1944)
- Joinville-le-Pont (1944-1953 et 1977-1983)
- Limeil-Brévannes (1935-1939, 1944-1953 et 1965-1984)
- Le Kremlin-Bicêtre** (1945-1947)
- Maisons-Alfort (1935-1939, 1944-1947)
- Orly** (1935-1939, 1945-1947 et 1955-1989)
- Ormesson-sur-Marne (1934-1939, 1944-1947)
- La Queue-en-Brie (1977-1983 et 2001-2014)
- Sucy-en-Brie (1945-1946)
- Thiais (1945-1959)
- Valenton (1924-1941 et 1944-2020)
- Villejuif* (1925-1939,1945-2014 et depuis 2020)
- Villeneuve-le-Roi (1935-1939, 1944-1947 et 1965-2001)
- Villeneuve-Saint-Georges (1935-1940, 1945-1957, 1977-1983 et 2008-2020)
- Vitry-sur-Seine* (1925-1939 et depuis 1944)

#### Val-d'Oise
- Argenteuil (1935-1940 et 1945-2001)
- Arnouville (1935-1940 et 1944-1947)
- Bessancourt** (1965-1971 et 1977-1983)
- Bezons* (1920-1940 et 1944-2020)
- Bray-et-Lû (1989-1998)
- Chaumontel (1977-1983)
- Cormeilles-en-Parisis (1945-1947)
- Deuil-la-Barre (1944-1947)
- Écouen (1945-1947)
- Éragny (1947-1965 et 1971-1995)
- Fosses* (depuis 1977)
- Franconville (1977-1983)
- La Frette-sur-Seine (1977-1983)
- Garges-lès-Gonesse (1944-1995)
- Gonesse (1945-1947)
- Goussainville** (1934-1939, 1945-1983, 1995-2001)
- Marly-la-Ville* (depuis 1971)
- Méry-sur-Oise (1946-1995)
- Mériel (1977-1980)
- Montigny-lès-Cormeilles (1945-1947 et 1977-2012)
- Montmagny (1965-1983)
- Persan (1945-1995)
- Pierrelaye* (depuis 1977)
- Piscop (1977-1983)
- Saint-Martin-du-Tertre (1945-1947 et 1959-2014)
- Sannois (1945-1947 et 1955-1959)
- Sarcelles (1965-1983 et 2018)
- Vémars** (1977-1995)

### La « ceinture rouge » en petite et grande couronne aujourd'hui
Après les élections municipales de 2020, les 28 mairies communistes et apparentées de la petite et grande couronne sont les suivantes.

#### Hauts-de-Seine
- Bagneux (PCF)
- Gennevilliers (PCF)
- Malakoff (PCF)
- Nanterre (Gauche citoyenne)[19]

#### Seine-Saint-Denis
- Bobigny (PCF)
- La Courneuve (PCF)
- Montreuil (PCF)
- Noisy-le-Sec (PCF)
- Stains (PCF)
- Tremblay-en-France (Ensemble)

#### Val-de-Marne
- Bonneuil-sur-Marne (PCF)
- Chevilly-Larue (PCF)
- Fontenay-sous-Bois (PCF)
- Ivry-sur-Seine (PCF)
- Villejuif (PCF)
- Vitry-sur-Seine (PCF)

#### Seine-et-Marne
- Champs-sur-Marne (PCF)
- Compans (PCF)
- Mitry-Mory (PCF)
- Varennes-sur-Seine (PCF)

#### Yvelines
- Limay (PCF)
- Magnanville (PCF)

#### Essonne
- Grigny (PCF)
- Fleury-Mérogis (PCF)

#### Val-d'Oise
- Fosses (PCF)
- Marly-la-Ville (PCF)
- Pierrelaye (PCF)

## En Espagne
L'expression castillane « cinturón rojo » ou catalane « cinturó vermell » (en français : « ceinture rouge ») désigne les communes du sud de Madrid, ainsi que du pourtour de Barcelone et Valence, peuplées par la classe ouvrière et qui ont historiquement connu une forte implantation des Partis communiste et socialiste.

### Madrid
Communes de plus de 50 000 habitants
- Móstoles : maire socialiste entre 1979 et 2003, et entre 2015 et 2023 ;
- Fuenlabrada : maire socialiste depuis 1979 ;
- Leganés : maire socialiste entre 1979 et juin 2007, entre juillet 2007 et 2011, et entre 2015 et 2023 ;
- Getafe : maire socialiste entre 1979 et 2011, et depuis 2015 ;
- Alcorcón : maire socialiste entre 1979 et 1999, entre 2003 et 2011, et depuis 2019 ;
- Parla : maire socialiste entre 1979 et 2015, et depuis 2019 ;
- Rivas-Vaciamadrid : maire socialiste entre 1987 et 1991, puis maire communiste depuis 1991 ;
- Valdemoro : maire socialiste entre 1983 et 1999, et entre 2017 et 2019 ;
- Arganda del Rey : maire communiste entre 1979 et 1995, puis maire socialiste entre 1999 et 2003, et entre 2015 et 2023 ;
- Pinto : maire communiste entre 1979 et 1995, puis maire socialiste entre 1995 et 2007, entre 2008 et 2011, et entre 2019 et 2023, puis maire écosocialiste entre 2015 et 2019.

### Barcelone
Communes de plus de 30 000 habitants
- L'Hospitalet de Llobregat : maire socialiste depuis 1979 ;
- Badalone : maire communiste entre 1979 et 1983, puis maire socialiste entre 1983 et 2011, entre 2018 et 2020, et entre 2021 et 2023, puis maire de gauche alternative entre 2015 et 2018 ;
- Santa Coloma de Gramenet : maire communiste entre 1979 et 1991, puis maire socialiste depuis 1991 ;
- Cornellà de Llobregat : maire communiste entre 1979 et 1985, puis maire socialiste depuis 1985 ;
- Sant Boi de Llobregat : maire socialiste depuis 1979 ;
- El Prat de Llobregat : maire communiste puis écosocialiste depuis 1979 ;
- Esplugues de Llobregat : maire socialiste depuis 1979 ;
- Sant Adrià de Besòs : maire socialiste entre 1979 et 1992, et depuis 1995 ;
- Sant Joan Despí : maire communiste entre 1979 et 1983, puis maire socialiste depuis 1983.

### Valence
Communes de plus de 25 000 habitants
- Torrent : maire socialiste entre 1979 et 2007, et entre 2015 et 2023 ;
- Paterna : maire socialiste entre 1979 et 1995, entre 1997 et 2007, et depuis 2015 ;
- Mislata : maire socialiste entre 1979 et 2001, et depuis 2011 ;
- Burjassot : maire socialiste entre 1979 et 2011, et depuis 2014, puis maire écosocialiste entre 2011 et 2014 ;
- Manises : maire socialiste entre 1979 et 1999, et depuis 2023, puis maire écosocialiste entre 2015 et 2023 ;
- Aldaia : maire socialiste entre 1979 et 2011, et depuis 2015 ;
- Xirivella : maire socialiste entre 1979 et 1987, entre 1991 et 2011, entre 2015 et 2017, et entre 2019 et 2023, puis maire écosocialiste entre 2017 et 2019 ;
- Alaquàs : maire communiste entre 1979 et 1983, puis maire socialiste depuis 1983 ;
- Paiporta : maire socialiste entre 1979 et 2007, et depuis 2021, puis maire écosocialiste entre 2015 et 2021 ;
- Quart de Poblet : maire socialiste depuis 1979.

## En Belgique
L'expression « ceinture rouge de Liège » qualifie les communes périphériques de Liège, peuplées historiquement par la classe ouvrière et où le Parti socialiste est fortement implanté, jusqu'à diriger certaines communes en majorité absolue depuis plus d'un siècle.
- Ans depuis 1921
- Herstal depuis 1912
- Seraing depuis 1899
- Saint-Nicolas
- Blegny
- Flémalle